# Lupta de la Bărcuț-Moha (1916)
Lupta de la Bărcuț-Moha a fost o acțiune militară de nivel tactic, desfășurată pe Frontul Român, în timpul campaniei din anul 1916 a participării României la Primul Război Mondial. Ea s-a desfășurat în perioada 20 septembrie/3 octombrie 1916 și a avut ca rezultat victoria forțelor române, în ea fiind angajate forțe române din Divizia 3 Infanterie
Divizia 6 Infanterie română și forțe ale Puterilor Centrale din Divizia 71 Infanterie austro-ungară și Divizia 89 Infanterie germană. A făcut parte din acțiunile militare care au avut loc în bătălia dintre Olt și Mureș .:p. 282

## Comandanți

### Comandanți români
- General Marin Niculescu
- General Nicolae Arghirescu

### Comandanți ai Puterilor Centrale
- General Anton Goldbach von Sulitaborn
General Georg Freiherr von Lüttwitz